# دورة كابيل لاغراند المفتوحة للشطرنج

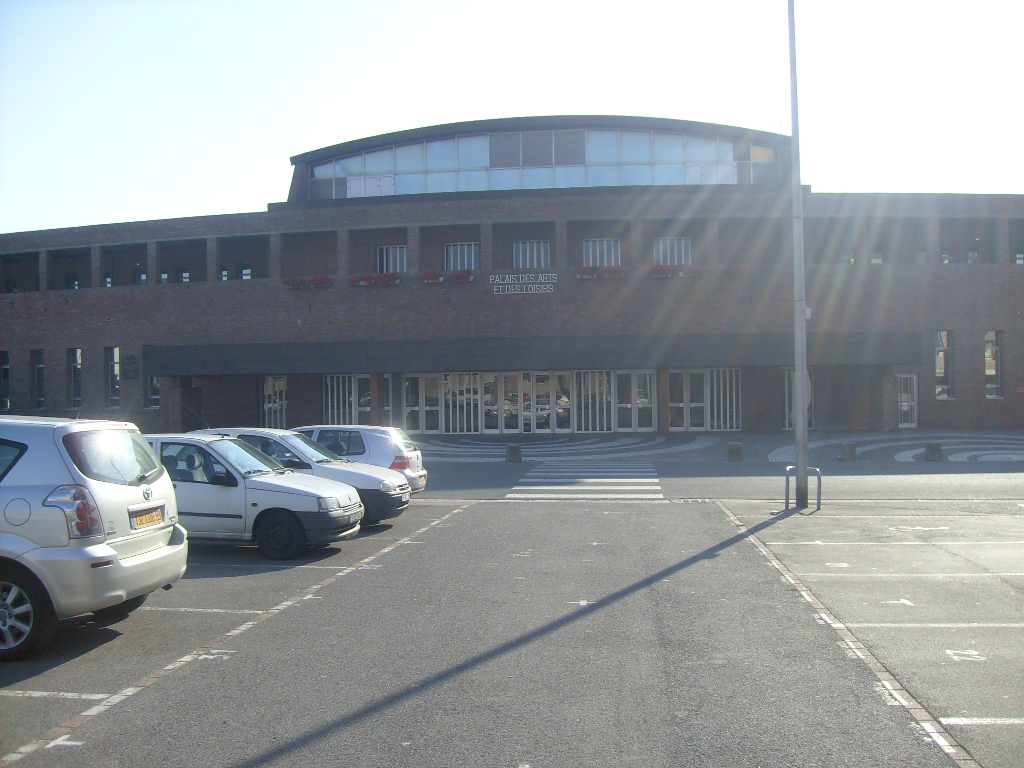

دورة كابيل لا غراند المفتوحة للشطرنج Cappelle-la-Grande Open هي دورة شطرنج تقام سنوياً في بلدة كابيل لا غراند في شمال فرنسا منذ عام 1985.
- أصبحت واحدة من أكبر الدورات المفتوحة للشطرنج، خلف مهرجان جبل طارق للشطرنج ودورة إيروفلوت المفتوحة ودورة أساتذة قطر المفتوحة للشطرنج.
- النسخة رقم 26 من الدورة في عام 2010، اشترك فيها 652 لاعب، منهم 82 أستاذ كبير و61 أستاذ دولي، من 57 دولة.
- تقام الدورة غالباً في النصف الثاني من فبراير بالنظام السويسري في تسعة جولات.
- الجهة المنظمة لها هي نادي شطرنج ليشيكوير كابيلواز، وتقام في قصر الفنون في بلدة كابيل لا غراند.
- وفيما يلي قائمة بالفائزين بالمركز الأول - مع ملاحظة أن النظام السويسري نظام نقاط، لذلك يحصل أكثر من لاعب على نفس النقاط فيفوزون بمركز ما بالتعادل في النقاط، لذلك قد يفوز أكثر من لاعب بالمركز الأول.
- وهذه قائمة بالفائزين بالمركز الأول:

| السنة | الفائز |
| ----- | --- |
| 1985  | فالديمار هاناش |
| 1986  | سيرغي سماغين فياتشيسلاف إينغورن جوزيف غالاغير |
| 1987  | أنتوني كوستن أناتولي فيسير جوني هيكتور |
| 1988  | فلاديمير أوخوتنيك |
| 1989  | نوخيم راشكوفسكي مارك هيبدن |
| 1990  | نوخيم راشكوفسكي مارك هيبدن |
| 1991  | أناتولي فيسير ماثيو سادلر |
| 1992  | جوليان هودجسون |
| 1993  | إيفجيني سولوجينكين |
| 1994  | فلاديمير تشوتشيلوف توني مايلز غينادي كوزمين مارك هيبدن                                                                                              |
| 1995  | توني مايلز مارك هيبدن إيفجيني سفيشنيكوف |
| 1996  | ألكسندر غراف |
| 1997  | فلاديمير بورماكين فلاديمير باكلان لوبومير فتاشنيك جان مارك ديغريف ألكسي فيزمانافين أنتوني مايلز رستم كاسيمجانوف يوري كروبا مارك هيبدن داريوس روزيلي |
| 1998  | إيغور غليك |
| 1999  | سيمن أغدستاين ميخائيل غوريفيتش بافل تريغوبوف |
| 2000  | يوري كروبا غيلبرتو ميلوس |
| 2001  | فلاديمير تشوتشيلوف إينار غاوسل |
| 2002  | إدوارداس روزينتاليس |
| 2003  | فلاديمير بورماكين إدوارداس روزينتاليس فيليب شلوسر ألكسندر أريشتشينكو ياكوف غيلر دميتري بوخاروف إيفجيني ميروشنيتشينكو                                |
| 2004  | إيفجيني نايير كايدو كولاوتس أرتيوم تيموفييف زولتان غييميسي سيرغي غريغوريانتس أوليغ كورنييف                                                          |
| 2005  | دافيد شينغيليا ميخائيل برودسكي |
| 2006  | ألكسندر مويسيينكو |
| 2007  | وانغ يوي فوغار غاشيموف دافيد أروتينيان يوري دروزدوفسكي فاسيلي يميلين                                                                                |
| 2008  | فوغار غاشيموف دافيد أروتينيان سيرغي فيدورتشوك يوري كريفوروتشكو كونستانتين تشيرنيشوف أندري ديفياتكين فاسيليوس كوترونياس إرفين لامي                   |
| 2009  | يوري فوفك |
| 2010  | ياروسلاف جيريبوخ |
| 2011  | غجيغوج غاييفسكي |
| 2012  | بينتالا هاريكريشنا باريماريان نيغي تورنيكي سانيكيدزه تيغران غاراميان مارتين كرافتسيف                                                                |
| 2013  | سانان سيوغروف باريماريان نيغي ماكسيم رودشتاين سيرغي فيدورتشوك إيريك هانسن فلاد كريستيان جيانو ألكسي جيانو ألكسي فيدوروف يوري فوفك                   |
| 2014  | أكسل باخمان سيرغي أزاروف |
| 2015  | لي تشاو فلاديمير أونيتشوك |
| 2016  | غاتا كامسكي |
| 2017  | جان مارك ديغريف |